# الأزمة المالية الآيسلندية (2008-2011)

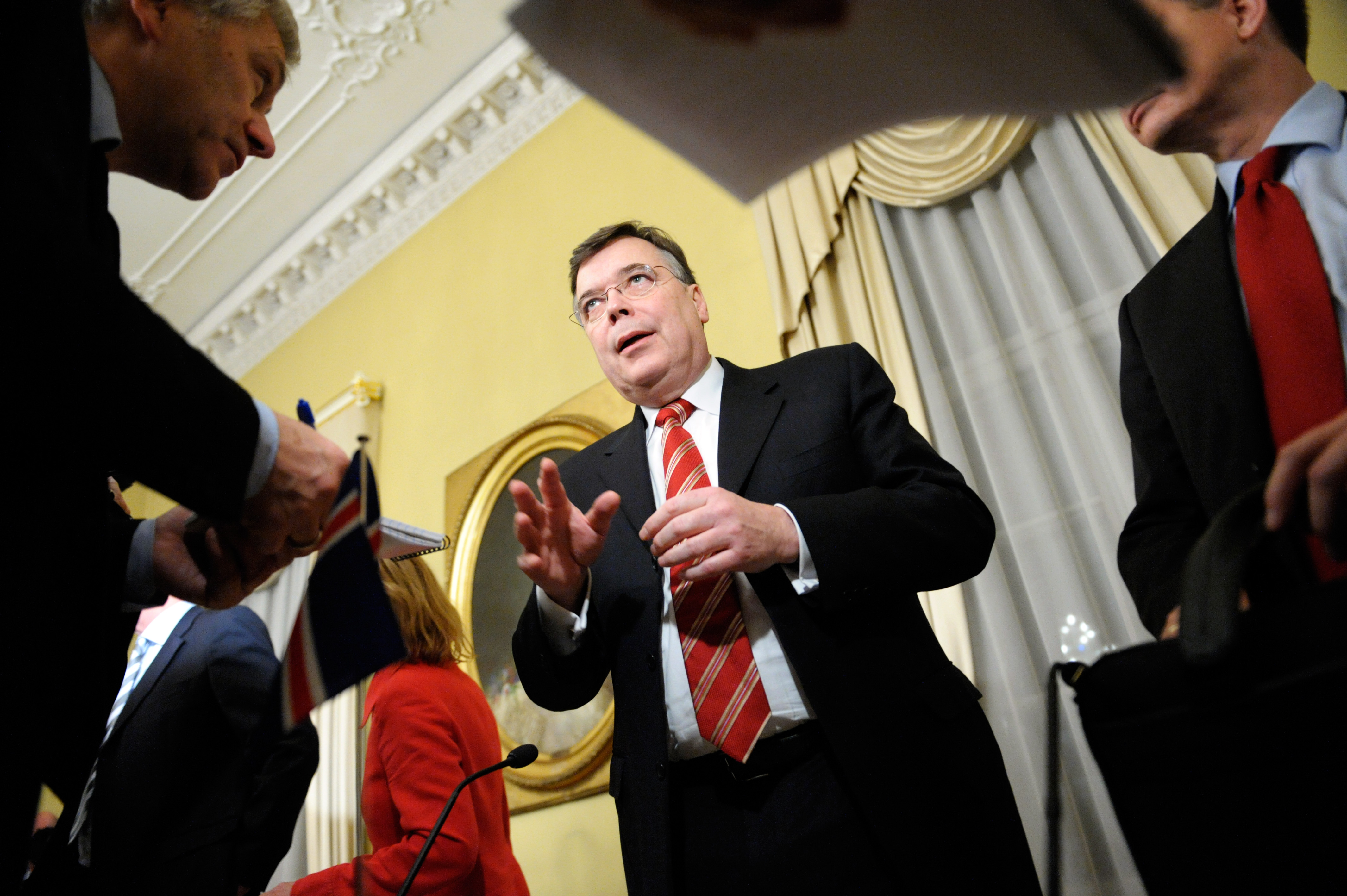
رئيس وزراء آيسلندا جير هاردي يتحدث الي المراسليين الصحفيين في 27 أكتوبر 2008.

كانت الأزمة المالية الأيسلندية حدثًا اقتصاديًا وسياسيًا في أيسلندا تضمن تقصير جميع البنوك التجارية الرئيسية المملوكة للقطاع الخاص الثلاثة في أواخر عام 2008 ، في أعقاب الصعوبات التي واجهتها في إعادة تمويل ديونها قصيرة الأجل والودائع في هولندا و المملكة المتحدة. بالنسبة لحجم اقتصادها، كان الانهيار المصرفي في أيسلندا هو أكبر انهيار اقتصادي مر به بلد في التاريخ الاقتصادي. أدت الأزمة إلى كساد اقتصادي حاد في الفترة مابين 2008-2010 وإلى اضطرابات سياسية كبيرة.
في السنوات التي سبقت الأزمة، تضاعفت ثلاثة بنوك أيسلندية، بنك كوبثينج، ولاندسبانكي، وبنك جليتنر. كان الدافع وراء هذا التوسع الوصول السهل إلى الائتمان في الأسواق المالية الدولية ، ولا سيما أسواق المال. مع تطور الأزمة المالية العالمية في 2008 ، رأى المستثمرون أن البنوك الآيسلندية في مخاطرة متزايدة. تلاشت الثقة في البنوك تدريجيًا، مما أدى إلى انخفاض حاد في قيمة الكرونة الأيسلندية في عام 2008 وزيادة الصعوبات التي واجهتها البنوك في سداد ديونها قصيرة الأجل. في نهاية الربع الثاني من عام 2008 ، بلغ الدين الخارجي لأيسلندا 9.553 تريليون كرونة أيسلندية (50 مليار يورو) ، أي أكثر من 7 أضعاف الناتج المحلي الإجمالي لأيسلندا في عام 2007. بلغ إجمالي أصول البنوك الثلاثة 14.437 تريليون كرونة في نهاية الربع الثاني من عام 2008 ،  أي ما يعادل 11 ضعف الناتج المحلي الإجمالي الآيسلندي. نظرًا للحجم الهائل للنظام المالي الأيسلندي مقارنة بالاقتصاد الأيسلندي ، وجد البنك المركزي الأيسلندي نفسه غير قادر على العمل علي اساس انه مقرض للملاذ الأخير خلال الأزمة، مما زاد من تفاقم عدم الثقة في النظام المصرفي.
في 29 سبتمبر 2008 ، تم الإعلان عن تأميم بنك جليتنر. ومع ذلك، فشلت الجهود اللاحقة لاستعادة الثقة في النظام المصرفي. في 6 أكتوبر ، سنت الهيئة التشريعية الأيسلندية قانون الطوارئ الذي مكن هيئة الرقابة المالية (FME) من السيطرة على المؤسسات المالية وجعل الودائع المحلية ذات الأولوية للبنوك. في الأيام التالية، تم تأسيس بنوك جديدة لتولي العمليات المحلية في كوبثينج ولاندسبانكي و جليتنر. وضعت البنوك القديمة تحت الحراسة القضائية والتصفية، مما أدى إلى خسائر لمساهميها والدائنين الأجانب. خارج أيسلندا، فقد أكثر من نصف مليون من المودعين إمكانية الوصول إلى حساباتهم في الفروع الأجنبية للبنوك الأيسلندية. وقد أدى ذلك إلى نزاع ايس سيف 2008-2013 ، الذي انتهى بقرار من محكمة العدل الأوروبية للتجارة الحرة بأن أيسلندا ليست ملزمة بتسديد ضمانات الودائع للمودعين الهولنديين والبريطانيين.
في محاولة لاستقرار الوضع، ذكرت الحكومة الأيسلندية أنه سيتم ضمان جميع الودائع المحلية في البنوك الأيسلندية، وفرض ضوابط صارمة على رأس المال لتحقيق الاستقرار في قيمة الكرونة الأيسلندية ، وتأمين حزمة الديون السيادية بقيمة 5.1 مليار دولار من صندوق النقد الدولي و دول الشمال من أجل تمويل العجز في الميزانية واستعادة النظام المصرفي. انتهى برنامج دعم الإنقاذ الدولي بقيادة صندوق النقد الدولي رسميًا في 31 أغسطس 2011 ، في حين تم رفع القيود المفروضة على رأس المال في نوفمبر 2008 في 14 مارس 2017.
كان للأزمة المالية تأثير سلبي خطير على الاقتصاد الأيسلندي. انخفضت قيمة العملة الوطنية انخفاضًا حادًا، وتم تعليق معاملات العملة الأجنبية تقريبًا لأسابيع، كما انخفضت القيمة السوقية لبورصة أيسلندا بأكثر من 90٪. نتيجة للأزمة، تعرضت أيسلندا لكساد اقتصادي حاد. انخفض الناتج المحلي الإجمالي للبلاد بنسبة 10 ٪ بالقيمة الحقيقية بين الربع الثالث من عام 2007 والربع الثالث من عام 2010. بدأ حقبة جديدة مع نمو الناتج المحلي الإجمالي الإيجابي في عام 2011 وساعدت في تعزيز اتجاه الانخفاض التدريجي لمعدل البطالة. انخفض العجز في الموازنة الحكومية من 9.7 ٪ من االناتج المحلي الإجمالي في عام 2009 وعام 2010 إلى 0.2 ٪ من الناتج المحلي الإجمالي في عام 2014 ؛ من المتوقع أن تنخفض نسبة إجمالي الدين إلى الناتج المحلي الإجمالي للحكومة المركزية إلى أقل من 60 ٪ في عام 2018 من 85 ٪ كحد أقصى في عام 2011.